# Diaframma (ingegneria)

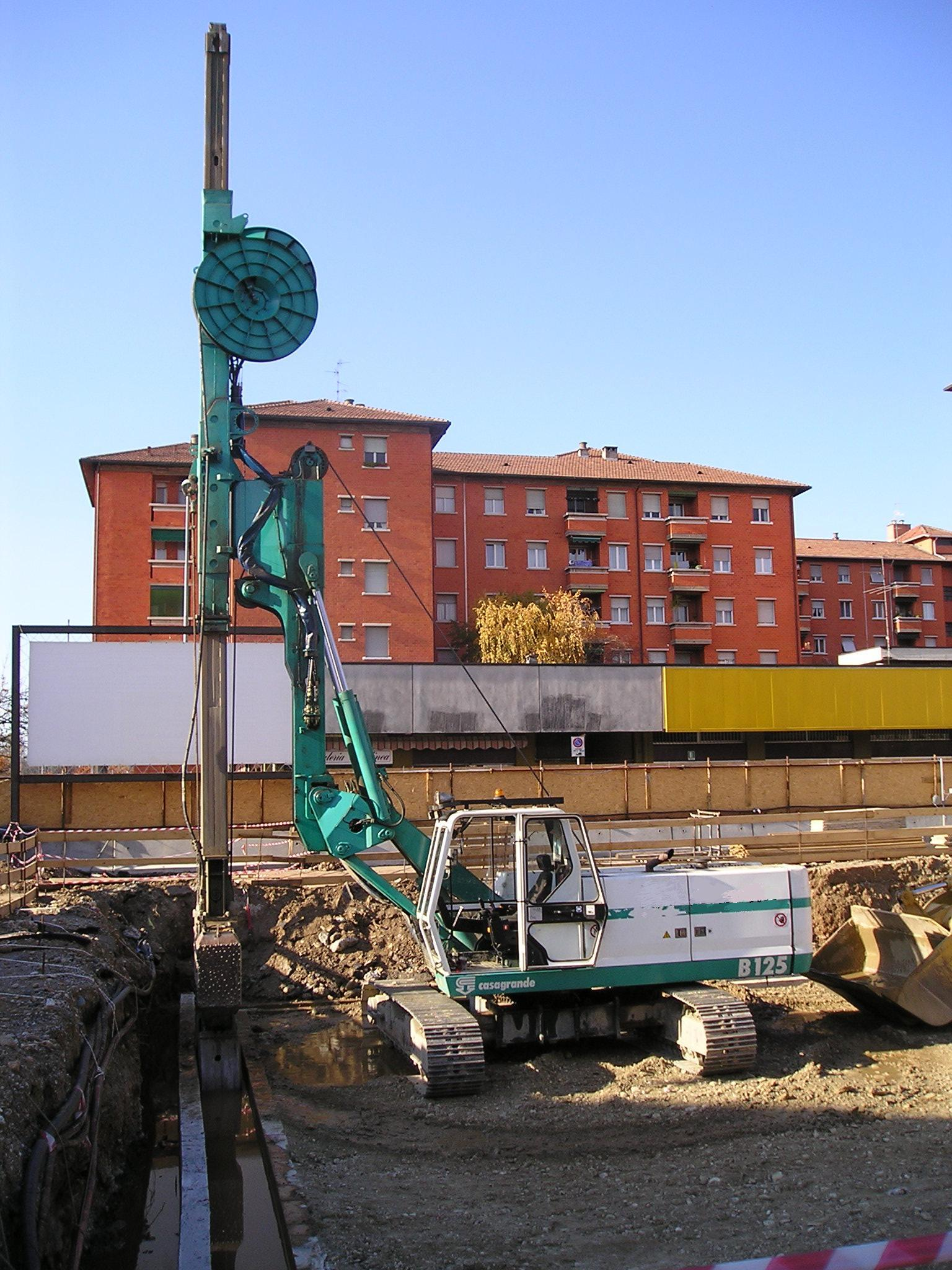
Macchina per lo scavo di diaframmi con benna mordente

Un diaframma è una struttura in calcestruzzo prefabbricata o gettata in opera, che viene utilizzata per sostenere scavi artificiali di natura provvisoria o definitiva impedendo lo scivolamento del terreno all'interno dello scavo. Definito anche paratia in calcestruzzo, spesso ha anche un ruolo strutturale nell’opera finale. 

Talvolta il solo diaframma non è in grado di reggere la spinta del terreno e si rende necessario l'inserimento al suo interno di tiranti: queste opere sono dette paratie tirantate.
Un diaframma è realizzato con apposite macchine provviste di ganasce o frese che, calate nel terreno attraverso dei cordoli guida, scavano una sezione verticale: per evitare crolli di materiale della parete cui viene a mancare il sostegno, lo scavo è realizzato tramite impiego di fanghi bentonitici. Eseguito lo scavo il diaframma prefabbricato è collocato nella sede; se invece il manufatto è gettato in opera viene realizzato in calcestruzzo armato (l'armatura è solitamente costituita da una gabbia d'acciaio) oppure con un composto detto "plastico", costituito da bentonite e calcestruzzo.

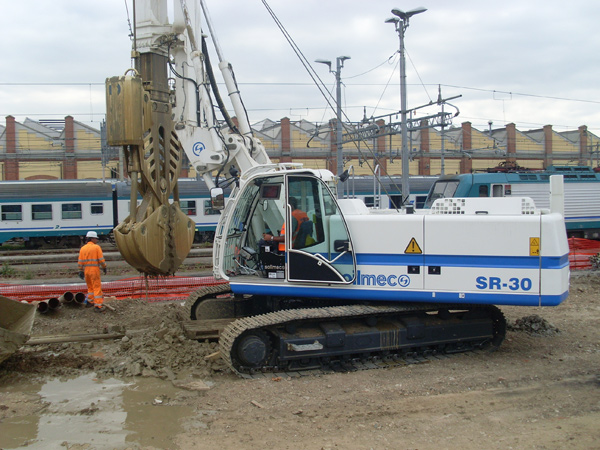
Benna guidata per diaframmi

## Progettazione di un diaframma
Un diaframma infisso nel terreno è sottoposto contemporaneamente a spinte instabilizzanti (spinte attive esercitate a monte della paratia) e spinte stabilizzanti (spinte passive esercitate sul lato di valle dal terreno al di sotto del fondo dello scavo). 
La progettazione di un diaframma è perciò legata a valutazioni di tipo geotecnico e consiste nella verifica delle condizioni di equilibrio tra spinte attive e spinte passive, utilizzando eventualmente contrasti, tiranti, appoggi di vario tipo in ausilio alle spinte stabilizzanti. Uno dei problemi essenziali è costituito dal calcolo della profondità di infissione nel terreno del diaframma a mensola, in modo da non richiedere ulteriori sostegni.
La progettazione è legata alla tecnologia del diaframma che si intende realizzare, in quanto la capacità statica dell'elemento strutturale dipende dalla sua tipologia costruttiva (diaframmi in conglomerato cementizio, palancole, micropali, ecc.), mentre lo stato di sollecitazione sviluppato lungo la paratia dipende, tra l'altro, dalle condizioni di scabrezza dell'interfaccia terreno - paratia. 
I diaframmi possono essere realizzati a sbalzo (a mensola nel terreno), ad uno o più ordini di tiranti.
Le soluzioni costruttive meno complesse, in assenza di acqua di falda e di sovraccarichi importanti, possono essere studiate mediante abachi o sfruttando formulazioni chiuse più o meno semplificate.

### Diaframma a mensola o autostabile
Nel caso più immediato di diaframma semplicemente infisso nel terreno (denominato diaframma a mensola) il meccanismo di rottura è rappresentato dalla rotazione del diaframma intorno ad un punto O posto a profondità d dal fondo scavo.
La progettazione viene effettuata valutando le spinte del terreno sul diaframma. Definendo h la differenza di quota tra il piano campagna e il fondo scavo (e quindi l'altezza del diaframma fuori terra), d la profondità rispetto al fondo scavo del centro di rotazione O e d' l'altezza del diaframma al di sotto del centro di rotazione, le spinte del terreno sulla paratia possono essere così sintetizzate:
- nella zona al di sotto dello scavo:
  - spinta passiva per una profondità d dal fondo scavo al centro di rotazione O ({\displaystyle P_{p}} contributo stabilizzante);
  - spinta attiva per una profondità d' dal centro di rotazione O alla parte più inferiore del diaframma ({\displaystyle P_{a}'} contributo instabilizzante);

- nella zona al di sotto del piano campagna:
  - spinta attiva per una profondità h + d dal piano campagna al centro di rotazione O ({\displaystyle P_{a}} contributo instabilizzante);
  - spinta passiva per una profondità d' dal centro di rotazione O alla parte finale inferiore del diaframma ({\displaystyle P_{p}'} contributo stabilizzante).

In particolare in sede di progettazione si tende a considerare i contributi derivanti dalla parte di terreno al di sotto del centro di rotazione O ({\displaystyle P_{a}'} e {\displaystyle P_{p}'}) come applicati esattamente in quel punto, trascurando il momento meccanico che la risultante R delle due spinte offrirebbe alla struttura. Tale assunzione è tuttavia a vantaggio di sicurezza, dal momento che questo contributo tenderebbe a frenare la rotazione della paratia.
A questo punto la profondità d viene valutata imponendo l'equilibrio alla rotazione del diaframma intorno al punto O. Avendo ipotizzato infatti la forza R applicata esattamente in quel punto si avrà:
{\displaystyle P_{p}\cdot {\frac {d}{3}}-P_{a}{\frac {h+d}{3}}=0\Rightarrow d={\frac {P_{a}}{P_{p}-P_{a}}}\cdot h}
Considerando che la struttura dovrà essere equilibrata anche nel senso della traslazione orizzontale, ponendo la condizione di equilibrio
{\displaystyle P_{a}+R-P_{p}=0}
si potrà calcolare la forza R da cui sarà possibile ricavare l'ulteriore infissione del diaframma d' (ricordando che essa era la risultante delle spinte del terreno al di sotto del centro di rotazione). La profondità a cui dovrà essere infisso il diaframma sarà esattamente {\displaystyle d+d'}. In ogni caso, in prima approssimazione, il valore dell'ulteriore infissione del diaframma può essere valutato pari al 20% della lunghezza d.
Per tenere conto dell'incertezza del calcolo dei parametri di resistenza del terreno si è soliti applicare un coefficiente di sicurezza alla spinta passiva, al cui valore ci si affida interamente per la stabilità della struttura.

### Diaframma vincolato
In molte situazioni la realizzazione di un diaframma a mensola risulta antieconomica o tecnicamente insostenibile, in quanto l'attivazione dei necessari meccanismi di spinte attive e passive comporta spostamenti orizzontali della sommità della paratia di entità inaccettabile.
In tali casi si procede ad inserire uno o più contrasti, spesso costituiti da tiranti, seguendo la progressione degli scavi.
Sempre nei casi più semplici dei diaframmi monoancorati, ovvero contrastati con un solo ordine di tiranti, la progettazione si differenzia a seconda del vincolo che si realizza nei fatti alla base del diaframma.

#### Free earth support
Nel caso si ipotizzi all'estremo inferiore un vincolo dato dalla semplice forza passiva sviluppata al di sotto del fondo scavo, la struttura nel suo complesso risulterà iperstatica, ma con semplici operazioni sarà possibile trovare la profondità minima di infissione del diaframma. Si opera imponendo l'equilibrio alla rotazione intorno al punto di applicazione della reazione F garantita dal tirante. Tale reazione vincolare, assimilabile ad una trazione viene coerentemente calcolata imponendo l'equilibrio alla traslazione orizzontale.
Nel caso in cui si utilizzino tiranti, essi dovranno essere di tipo passivo, altrimenti il modello di calcolo non risulta più valido in senso stretto.
A favore della sicurezza, si terrà conto dell'incertezza nella determinazione della resistenza del terreno con opportuni coefficienti di sicurezza: di solito per le spinte passive si adotta un fattore riduttivo pari almeno a 1.5, mentre per il dimensionamento del tirante si adottano coefficienti pari a 1.5 - 2.5.
Ciò può essere ritenuto valido per opere provvisionali, di durata temporale non superiore a due anni.
Le recenti normative geotecniche impongono per opere non provvisionali l'adozione di coefficienti parziali sia in aumento delle azioni sulla paratia, sia in diminuzione della parametrizzazione geotecnica, oltre eventualmente ad una diminuzione delle resistenze di calcolo.

#### Fixed earth support
Se l'estremo inferiore del diaframma viene approfondito nel terreno fino a contrastare idealmente tutti i possibili gradi di libertà, compresa la rotazione, si può introdurre a tutti gli effetti un vincolo di incastro. In questo caso la struttura risulterà fortemente iperstatica, così che in teoria non si potrebbe prescindere da considerazioni che tengano conto della congruenza delle deformazioni. Tuttavia, imponendo a priori l'esistenza di un punto C del diaframma avente momento nullo, si considera in quella sezione una cerniera, rendendo così la struttura isostatica. Esistono varie formulazioni più o meno empiriche di tale problema, accettabili solo nelle ipotesi di assenza di acqua di falda, terreno omogeneo, assenza di sovraccarichi a monte e irrilevanza degli spostamenti della sommità della paratia. La teoria di Blumm, per esempio, ipotizza che questo punto di cerniera si trovi ad una quota variabile, dipendente dall'angolo di attrito interno, sopra o sotto la linea di fondo scavo. In realtà lo sviluppo di una cerniera sopra il fondo scavo si verifica unicamente in terreni granulari molto compatti o cementati. Più sovente la cerniera nel terreno viene considerata ad una certa profondità, nell'ordine del 10% dell'altezza fuori terra del diaframma, sotto il fondo scavo. 
Tale metodo di risoluzione di questo problema è chiamato metodo della trave equivalente
Anche nello sviluppo progettuale di tale modello si introducono opportuni fattori di sicurezza o coefficienti parziali coerentemente con il tipo di verifica in corso (all'equilibrio limite o agli stati limite).